# Căile Ferate de Stat din Austro-Ungaria

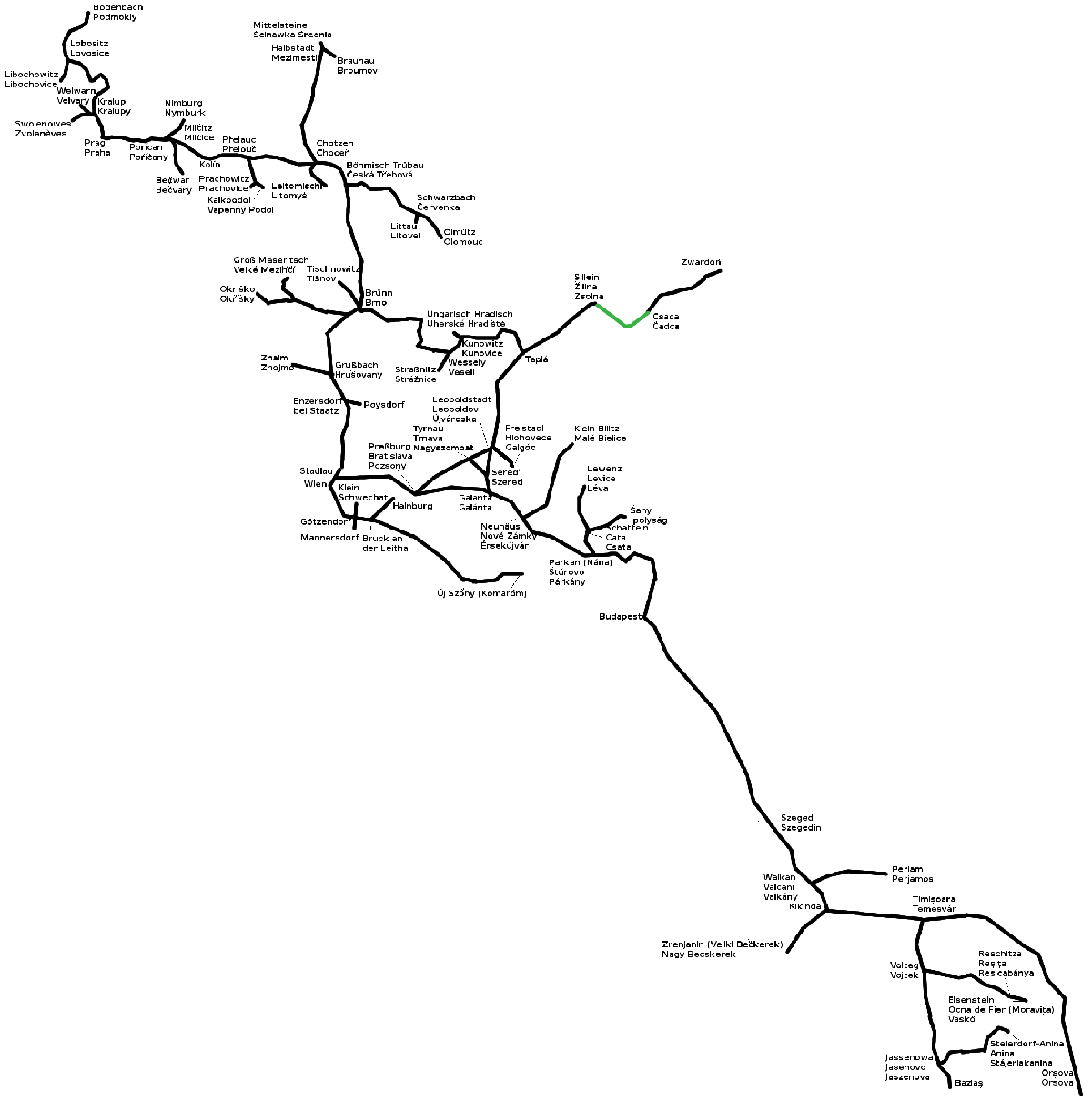
Căile ferate exploatate de StEG, de la Praga până la Timișoara, Reșița și Orșova

Căile Ferate de Stat din Austro-Ungaria (StEG) au fost o companie privată, înființată cu capital majoritar francez la 1 ianuarie 1855, pentru exploatarea unor căi ferate din Imperiul Austriac, apoi din Austro-Ungaria. Liniile din Ungaria (inclusiv cele din Banat și Transilvania) au fost vândute în anul 1891 societății MÁV.
StEG a fost naționalizat în anul 1909 și a devenit parte a Căilor Ferate Imperiale Austriece de Stat, compania publică de călători din jumătatea austriacă a Austro-Ungariei.
Primul președinte al StEG a fost întreprinzătorul aromân Gheorghe Sina.
Cele două fabrici de locomotive cu abur și material rulant ale StEG s-au aflat la Wiener Neustadt și Reșița.